# Organizacja Zachowawcza Pracy Państwowej
Organizacja Zachowawcza Pracy Państwowej – polska, konserwatywna partia polityczna funkcjonująca od lipca do grudnia 1926 r.
W dn. 12–15 maja 1926 r. Józef Piłsudski przeprowadził zamach stanu dokonując radykalnej zmiany na polskiej scenie politycznej. Wydarzenia te wywołały ferment w wielu partiach politycznych doprowadzając do rozłamów, dokonywanych przez zwolenników Piłsudskiego. Zamach majowy poparła konserwatywna grupa wileńska skupiona m.in. wokół dziennika Słowo, tworząc w lipcu 1926 r. Organizację Zachowawczą Pracy Państwowej. Jej działacze (Aleksander Meysztowicz i Karol Niezabytowski) już w październiku 1926 r. weszli w skład rządu J. Piłsudskiego.
W grudniu 1926 r. Organizacja Zachowawcza Pracy Państwowej połączyła się wraz z Polską Organizacją Zachowawczą w Polską Organizację Zachowawczą Pracy Państwowej.